# Peter Lötscher
Peter Lötscher (ur. 4 lutego 1941 w Bazylei, zm. 25 października 2017 tamże) – szwajcarski szpadzista, srebrny medalista olimpijski i brązowy medalista mistrzostw świata.
Na igrzyskach olimpijskich w Meksyku w 1968 roku był siódmy, a w zawodach drużynowych Szwajcarzy odpadli w pierwszej rundzie. Brał też udział w igrzyskach olimpijskich w Monachium w 1972 roku, gdzie Szwajcarzy w składzie: Guy Evéquoz, Daniel Giger, Christian Kauter, Peter Lötscher i François Suchanecki zdobyli srebrny medal. W rywalizacji indywidualnej odpadł w ćwierćfinałach.
Zdobył drużynowo brąz podczas mistrzostw świata w Ankarze w 1970.